# 孫佳君
孫佳君（洋名：Alien Sun、Paulyn Sun或Pauline Suen，1974年9月11日—），1994年當選新加坡小姐冠軍，新加坡女演員。後赴香港發展，為人熟識的是他與羅兆輝的感情瓜葛及性史。

## 生平
孫佳君1974年在新加坡出生，曾經在加拿大西門菲莎大學修讀英國文學，1994年以20歲之齡贏得新加坡小姐冠軍，同年代表新加坡出賽環球小姐。她隨後在香港娛樂圈發展，第一部有份演出的電影是周星馳的《百變星君》。多年來緋聞不斷，先後跟電影巨星周星馳、關之琳前男友黃家諾、香港地產界傳奇人物羅兆輝糾纏。2003年淡出影壇，2013年復出。

## 參演電影
- 《百變星君》，1995年
- 《山水有相逢》，1995年
- 《正牌香蕉俱樂部（英语：Banana Club）》，1996年
- 《人間色相》，1996年
- 《情人的眼淚》，1996年
- 《孟波》，1996年
- 《黑金》，1997年，獲提名第17屆香港電影金像獎最佳女主角
- 《人肉叉燒包II之天誅地滅》，1998年
- 《愛在娛樂圈的日子》，1998年
- 《陰陽路4與鬼同行》，1998年
- 《鬼請你睇戲》，1999年
- 《Ｏ記檔案三合會》，1999年
- 《花样年华》，2000年
- 《特务迷城》，2001年
- 《完美情人》，2001年
- 《殺手阿一》，2002年
- 《福伯》，2003年
- 《重口味》，2013年
- 《微交少女》，2013年
- 《雛妓》，2015年
- 《暴瘋語》，2015年
- 《消失的兇手》，2015年
- 《原諒他77次》，2017年
- 《女士復仇》，2017年
- 《無雙》，2018年
- 《熱血合唱團》，2020年
- 《臨時劫案》，2024年
- 《祥賭必贏》，2025年

## 電視劇
- 2002年：《齊天大聖孫悟空》白蜘蛛精
- 2020年：ViuTV《熟女強人》

## 綜藝節目
- 1996年：無綫電視《永安旅遊話您知點解越南咁好玩》 (主持，拍檔：簡佩筠及魏駿傑)
- 2002年：無綫電視《吾係獎門人》第 14 集（嘉賓）
- 2013年：無綫電視《超級無敵獎門人 終極篇》（嘉賓）
- 2018年：無綫電視《流行經典50年》（嘉賓）

## 參與MV
- 2023年：香港男子組合ERROR《枱底隧道》[3] (特別演出)

## 外部連結
- 孫佳君的新浪微博
- 孫佳君在豆瓣上的资料（简体中文）
- 孫佳君在互联网电影资料库（IMDb）上的資料（英文）